# Ilse Walther-Dulk
Ilse Walther-Dulk (* 14. Oktober 1920 in Urdenbach; † 30. September 2024 in Stuttgart) war eine deutsche Hochschulprofessorin, Autorin und Übersetzerin.

## Leben und Wirken
Nach dem Abitur an der höheren Waldschule in Berlin studierte Ilse Walther-Dulk Malerei an der Akademie der Bildenden Künste Berlin. Anschließend studierte sie Germanistik, Romanistik und Philosophie an den Universitäten Berlin, Tübingen, Paris und Stuttgart. 1966 wurde sie mit ihrer Dissertation Materialien zur Philosophie und Ästhetik Jean-Marie Guyaus bei Max Bense an der Technischen Hochschule promoviert. 1969 wurde sie hauptamtliche Dozentin an der Fachhochschule für Bibliothekswesen (heute Hochschule der Medien) in Stuttgart. Von 1975 bis zu ihrer Pensionierung war sie dort als Professorin tätig. Neben ihren Forschungen zu Jean-Marie Guyau und Marcel Proust u. a. forschte sie auch zu Leben und Werk ihres Urgroßvaters Albert Dulk. Sie starb am 30. September 2024 in Stuttgart.

## Veröffentlichungen (Auswahl)

### Bücher
- Materialien zur Philosophie und Ästhetik Jean-Marie Guyaus. Verlag die Brigantine, Hamburg 1965
- Über Proust und Goethe – Auf der Suche nach einer Wahlverwandtschaft. VDG, Weimar 2000, ISBN 978-3-95899-194-1
- Die Flucht nach Ägypten des Albert Dulk. VDG, Weimar 2002, ISBN 978-3-89739-306-6
- Lichter aus Frankfurt: Der Briefwechsel Friedrich Stoltzes mit Albert Dulk 1867–1884. VDG, Weimar 2004, ISBN 978-3-89739-426-1
- Proust, Guyau und die Poesie der Zeit. VDG, Weimar 2005, ISBN 978-3-89739-494-0
- De Guyau à Proust – Essai sur l'actualité d'un philosophe oublié. VDG, Weimar 2008, ISBN 978-3-95899-349-5
- Nietzsche, Onfray und der junge Guyau – Eine Berichtigung. VDG, 2015, ISBN 978-3-89739-852-8
- Jean-Marie Guyau „Esquisse d'une morale sans obligation ni sanction“ Mit den Annotationen von Friedrich Nietzsche. Mit Nachbemerkungen von Ilse Walther-Dulk. Herausgegeben durch Ilse Walther-Dulk, VDG, Weimar 2012, ISBN 978-3-89739-720-0

### Essays
- Über die „Seitensprünge“ der Atome Epikurs (mit Computergrafiken) in Semiosis Heft 1–2, Seite 159–165 Agis-Verlag, Baden-Baden 1985
- Albert Dulk (1819–1884) in dem Sammelband: Mit uns in die Freiheit, zusammen mit Christof Rieber, Seite 160–163 Verlag Thienemann, Stuttgart 1987, ISBN 978-3522625708
- Die schöne Bauchtänzerin oder un amour de Gustave Flaubert et d'Albert Dulk in Festschrift für Max Bense, Zeichen für Zeichen, Seite 269–280, Baden-Baden 1990, ISBN 978-3870070366
- Über: Friedrich Philipp Dulk, Prof.Dr.Dr.med h.c. in Apotheker und Apotheken in Ost- und Westpreußen von Hansheinrich Trunz, Seite 421–424, Hamburg 1996, ISBN 978-3-92295-306-7
- La philosophie de Proust retrouvé in: Tiens, No.4 Martigné 1997
- Sur Guyau et Nietzsche in: Sociétés, No.58 Seite 13–24, Edition De Boek Université Bruxelles 1997
- Auf der Suche nach der Philosophie Marcel Prousts in: Semiosis, Heft 1–4, Seite 216–231, Agis-Verlag, Baden-Baden 1997
- Einige notwendige Bemerkungen zu Prousts Jean Santeuil in: Semiosis, Heft 3–4, Seite 119–123, Agis Verlag, Baden-Baden 1998

### Übersetzungen
- Albert de Routisie (Louis Aragon): Irène. Propyläen, Berlin/Frankfurt am Main/Wien 1969, DNB 457979143.
- Françoise Sagan: Ein bisschen Sonne im kalten Wasser. Ullstein, Frankfurt am Main/Berlin/Wien 1970, DNB 458001279.
- Carlo Coccioli: Ein Selbstmord. Ullstein, Berlin/Frankfurt am Main/Wien 1970, DNB 456284915.
- Guillaume Apollinaire: Die Heldentaten eines jungen Don Juan. Propyläen, Berlin/Frankfurt am Main/Wien 1971, ISBN 3-549-06212-5.
- René Fallet: Was macht die Liebe, ma Chérie? Ullstein, Berlin/Frankfurt am Main/Wien 1971, DNB 456598529.
- Françoise Sagan und Guillaume Hanoteau: Ein Hauch von Parfum. Ullstein, Frankfurt am Main/Berlin 1974, ISBN 3-550-07773-4.
- Gertrude Stein: Alphabete und Geburtstage. (Ausschnitt) in: Semiosis 46/47. 12. Jahrgang, Heft 2/3, 1987, S. 5–9 (Agis Verlag, Baden-Baden).

### Zeitungsartikel
- „Es wird fortgedrechselt“ – zum 150. Geburtstag August Bebel. In: Deutsches allgemeines Sonntagsblatt. 23. Februar 1990, Seite 8
- Der andere Friedrich Stoltze. In: Frankfurter Rundschau. 2. Januar 1987, Seite 6

### Belletristik
- Hommage für Max Bense: Suzette en Provence. In: Reden und Aufsätze. Universität Stuttgart, Band 64, Stuttgart 2000, Seite 96
- Petrarca und die Folgen Provenzalische Skizzen. Pseudonym Mathilde Dulk, VDG, Weimar 2001, ISBN 978-3-89739-250-2
- Lotte, Werther und der Krieg. Pseudonym Mathilde Dulk, VDG, Weimar 2007, ISBN 978-3-89739-569-5

## Auszeichnungen
- 1966 Strasbourg Preis der Stiftung F.V.S.